# مرسى الطين

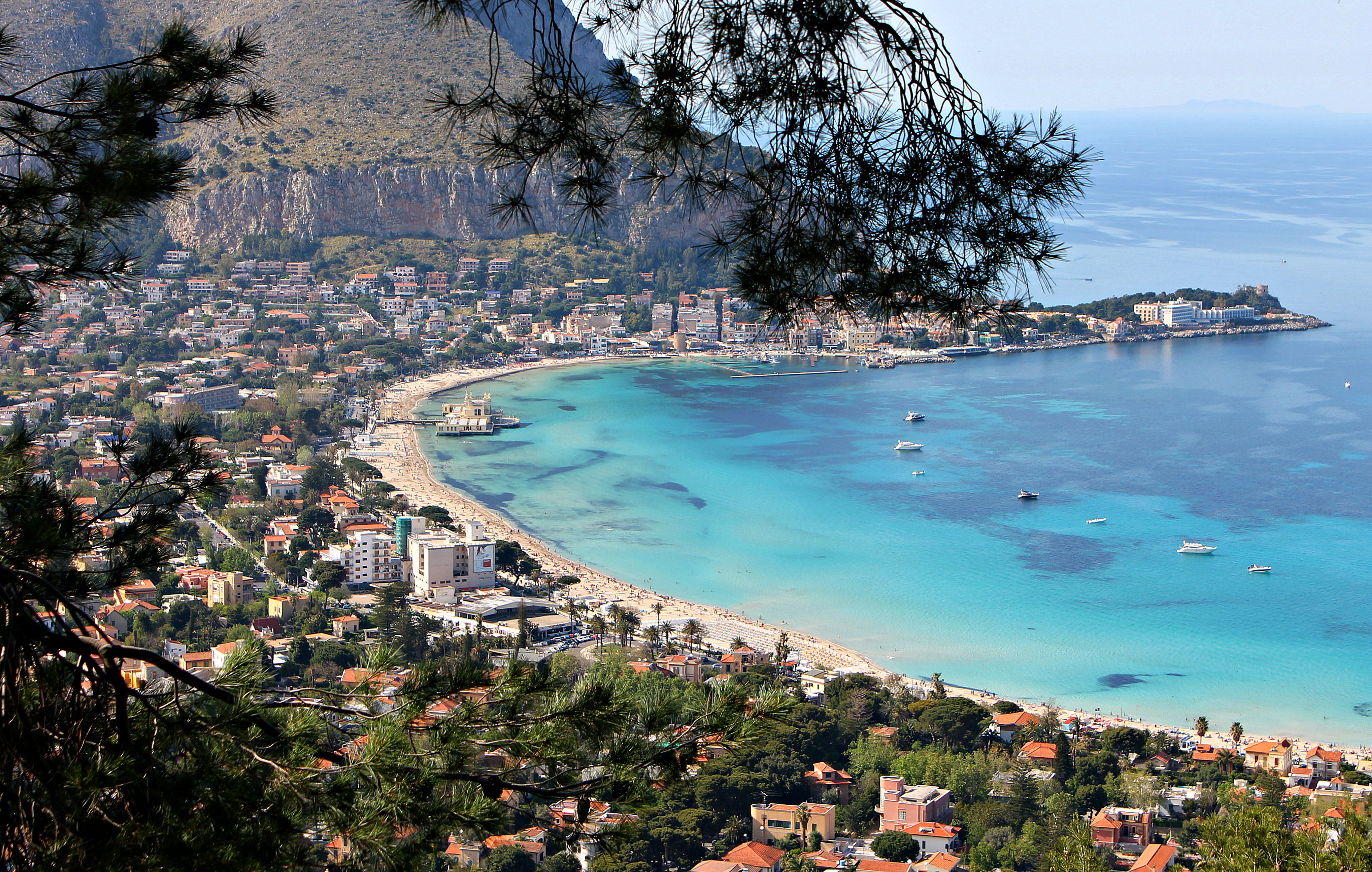
منظر مرسى الطين من جبل بلقرين

مرسى الطين أو مُنِدلّو أو (نقحرة: مونديالو) هي منطقة صغيرة في مدينة بلرمم في منطقة صقلية المتمتعة بالحكم الذاتي في جنوب إيطاليا .